# X3D
X3D — стандарт ISO, предназначенный для работы с трёхмерной графикой в реальном времени, открытый и не требующий отчислений. X3D — это наследник VRML (языка моделирования виртуальной реальности). X3D является расширением VRML, включающим анимацию двуногих персонажей, NURBS, GeoVRML и др. В X3D возможно кодировать сцену используя синтаксис XML, равно как и Open Inventor-подобный синтаксис VRML97, а также расширенный интерфейс прикладного программирования (API).

## Особенности X3D
- Интеграция с XML, что позволяет интегрировать трёхмерную графику с:
  - веб-службами;
  - распределёнными сетями;
  - передачей файлов и данных между платформами и приложениями.
- Компонентность;
- Расширяемость;
- Совместимость (X3D совместим с VRML97);
- Масштабируемость (от суперкомпьютеров до мобильных телефонов);
- Работа в реальном времени;
- Хорошая стандартизованность.

## Возможности X3D
- 3D-графика и программируемые шейдеры:

полигональная геометрия;
параметрическая геометрия;
иерархические преобразования;
освещение;
материалы;
многопроходное/многоэтапное проецирование текстур;
пиксельные и вершинные шейдеры;
аппаратное ускорение.
- 2D-графика:

поверхностный текст;
двумерная векторная графика;
совмещение 2D/3D.
- Данные из САПР. Перевод данных из САПР в открытый формат для публикации и интерактивных приложений;
- Анимация:

таймеры и интерполяторы для управления непрерывной анимацией;
анимация гуманоидов;
морфинг.
- Поверхностное аудио и видео (звук и видео спроецированы на геометрию в сцене);
- Взаимодействие с пользователем (захват и перетаскивание при помощи мыши), клавиатурный ввод;
- Навигация:

камеры;
перемещение пользователя по 3D-сцене;
определение столкновений, близости и видимости.
- Объекты, определяемые пользователем, возможность расширять встроенную в браузер функциональность путём создания пользовательских типов данных;
- Сценарии, возможность динамически изменять сцену при помощи программ на языках описания сценариев;
- Поддержка сети, возможность составлять одну X3D-сцену из материалов расположенных в сети, связывать объекты из разных сцен гиперссылками;
- Имитационное моделирование физических явлений и коммуникация в реальном времени:

анимация гуманоидов;
геоповерхностные наборы данных;
интеграция в протоколы распределённой интерактивной симуляции (DIS).